# Arp 121
Arp 121 ist ein interagierendes Galaxienpaar im Sternbild Cetus, die sich aus einer linsenförmigen Galaxie und einer Spiralgalaxie zusammensetzt. Halton Arp gliederte seinen Katalog ungewöhnlicher Galaxien nach rein morphologischen Kriterien in Gruppen. Diese Galaxie gehört zu der Klasse Elliptischer Galaxien nahe bei Spiralgalaxien und diese störend.